# 寿林尼
寿林尼（じゅりんに、生没年不詳）は、安土桃山時代から江戸時代初期の女性。本多正信の妻。

## 略歴
本多正信の後室で、夫が死去すると出家し寿林尼と名乗った。。『寛政重修諸家譜』では、正信の妻は「某氏が女」とのみある。
寿林尼については、親鸞の木像「常葉の御影」に関わるエピソードが伝わる（後述）。また、寛永9年（1632年）に稲葉正勝（春日局の子）が小田原藩主となったことを契機として、小田原北条氏の下で真宗寺院が廃れた小田原に真宗寺院を再興すべく、寿林尼は春日局とともに徳川家光に働きかけた。この結果、実相寺（現在の光円寺。浄土真宗本願寺派）が建立されたという。

### 「常葉の御影」 と寿林尼
「常葉の御影」は、親鸞の没後に造立された木像で、大谷の親鸞の墳墓を寺院（大谷廟堂）に改めた際に最初に安置された木像とされる。その後、大谷廟堂を巡って争いが生じ、親鸞の曽孫である覚如（覚信尼の子である覚恵の長男）が勝利を収めると、敗れた唯善（覚恵の異父弟）は延慶2年（1309年）に親鸞の木像と遺骨を携えて関東に移った。この親鸞の木像は鎌倉の常葉（現在の鎌倉市常盤）に安置され、「常葉の御影」と呼ばれることになった。
佐々木月樵『親鸞聖人伝』によれば、寛永12年（1635年）、宣如（東本願寺第13代法主）のときに、「本多佐渡守の後室」寿林を通じて徳川秀忠に申し入れが行われ、「常葉御影」は将軍家に召し上げられ、将軍家から本山（東本願寺）に奉納されたという（ただし、秀忠は寛永9年（1632年）に没している）。
ただし、「常葉の御影」が東本願寺に納められた時期については、元和2年（1617年）とも
天和2年（1682年）頃ともされる。また、秀忠の命令により、相模国永勝寺より本山へ返されたという。